# Круки (Ровненская область)
Круки (укр. Круки) — село в Радивиловской городской общине Дубенского района Ровненской области Украины.
До 2020 года входило в Радивиловский район.
Население по переписи 2001 года составляло 234 человека. Почтовый индекс — 35552. Телефонный код — 3633. Код КОАТУУ — 5625886909.